# 山里忠徳
山里 忠徳（やまざと ただやす、1848年〈嘉永元年〉6月26日 - 1920年〈大正9年〉6月19日）は、日本の武士、武術家。流派は東軍新刀流剣術、宝蔵院流高田派槍術、一心流薙刀術、日置流弓術。特に剣術と槍術で有名であった。

## 経歴
幕臣の山里建之助の子として江戸で生まれる。生家は東五軒町（東京市牛込区東五軒町）。
1877年（明治10年）、巡査として西南戦争に従軍。戦後、警視庁撃剣世話掛に就任した。1888年（明治21年）6月時点の階級は警部補で、本郷警察署勤務。
その後、宮内省、学習院や旧制第一高等学校などで剣術を指導した。
1918年（大正7年）、旧制第一高等学校の撃剣部（剣道部）で、宝蔵院流高田派槍術と一心流薙刀術を指導した。これにより、宝蔵院流高田派槍術と一心流薙刀術は失伝を免れ、現在まで残っている。